# 埃罗·耶内费尔特
埃罗·耶内费尔特（瑞典語：Erik (Eero) Nikolai Järnefelt，1863年11月8日—1937年11月15日）是一位芬兰画家和艺术教授。他因他的人物画像和科利国家公园地区的风景画而著称。他与阿尔贝特·埃德费尔特及阿克塞利·加伦-卡勒拉一道被称为是芬兰艺术“黄金时代的大师”。他被特别地视为“民族艺术家”，他作品中的最重要部分被认为是代表芬兰1890年代期间现实主义的作品，其中很多画作成为了芬兰人集体视觉记忆中的一部分。

## 生平
自从一个私人学院毕业后，耶内费尔特于1874至1878年间在芬兰美术学院学习。1883至1886年间他在帝国艺术学院学习（期间他的一个老师是他的舅父）。1886至1888年间他在巴黎的朱利安学院学习。Jules Bastien-Lepage的现实主义风格深深地影响了他。
1889年他与一位演员结婚。1892年他第一次同一对作家画家夫妇前往科利地区。他被那里的景色吸引了，并直至1936年经常造访该地区。后来他好几次去外地写生，1894年去了意大利，1899年去了克里米亚。同在1899年他在圣彼得堡帮忙主办了一个国际画展。
1901年他在图苏拉湖边一个艺术家聚居的地方建造了一幢房子。他在那里一直住到1917年，之后他搬到赫尔辛基，但房子一直由他拥有并被家人使用。
从1902年到1928年他在赫尔辛基大学教授绘画。在那儿于1912年被聘为教授，并担任芬兰艺术学院的主席。他的最后一件重要的作品是完成于1926年位于拉赫教堂的一幅祭坛画。
2013年举办了一次他的回顾展，当中展示了几幅以前不为众知的作品。

## 画作选集

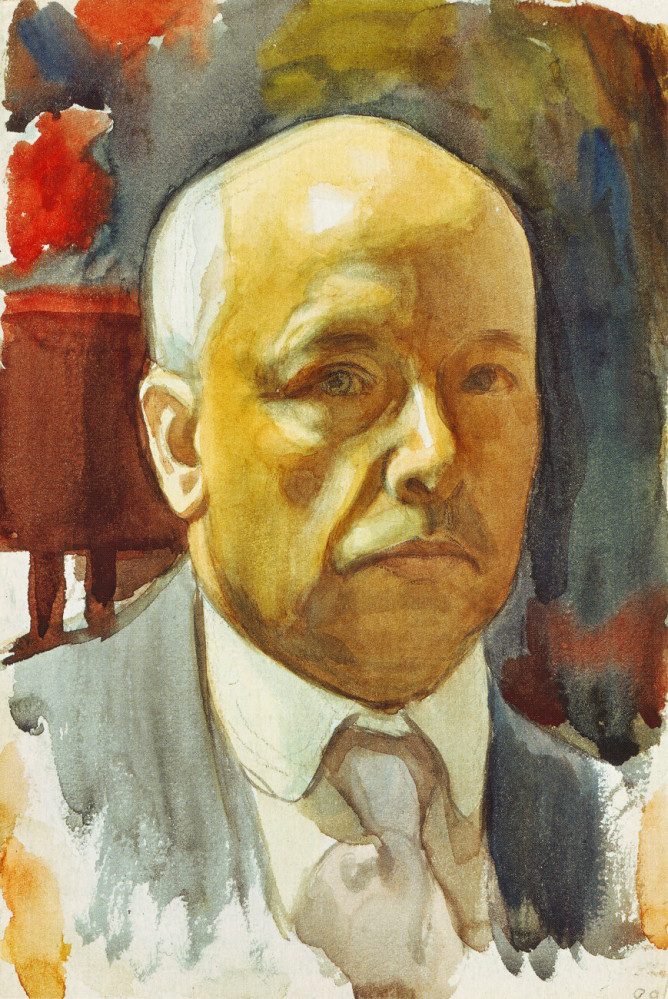
自画像
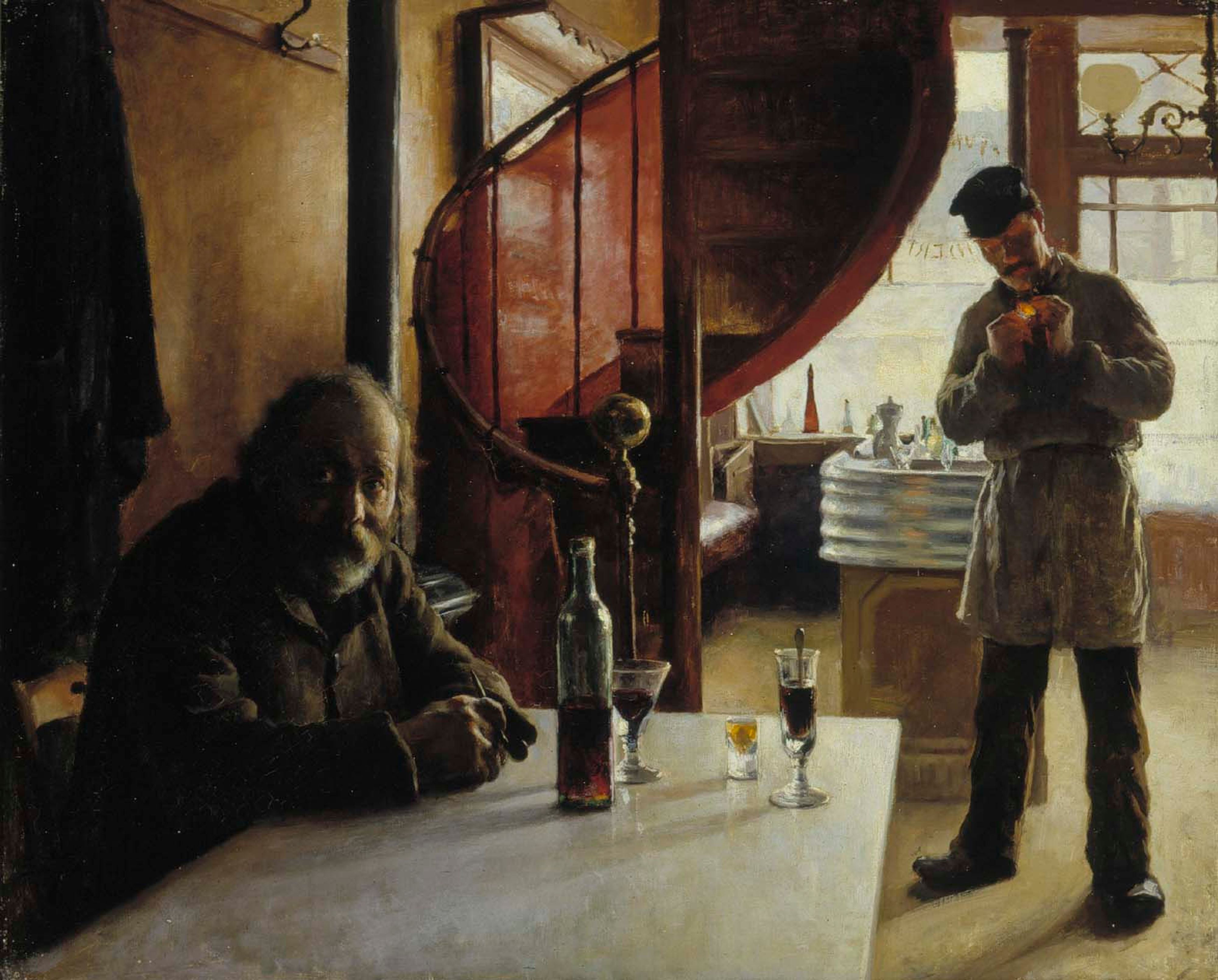
法国葡萄酒酒吧 (1888)
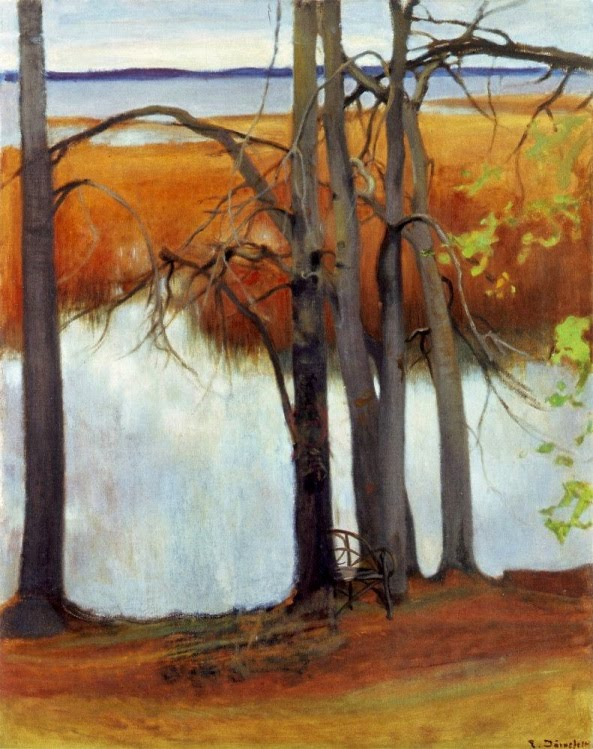
芦苇滩 (1905)
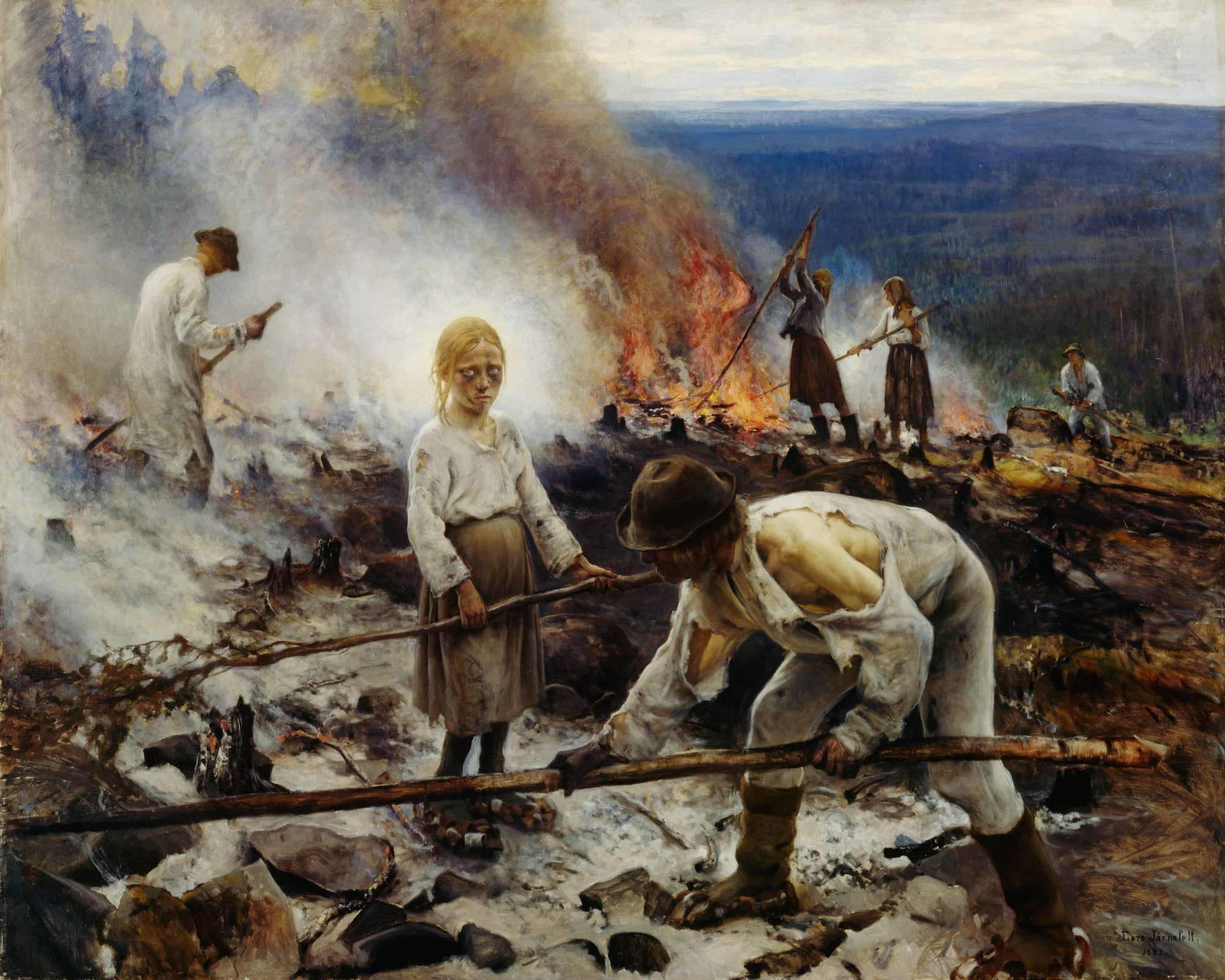
刀耕火种 (1893)
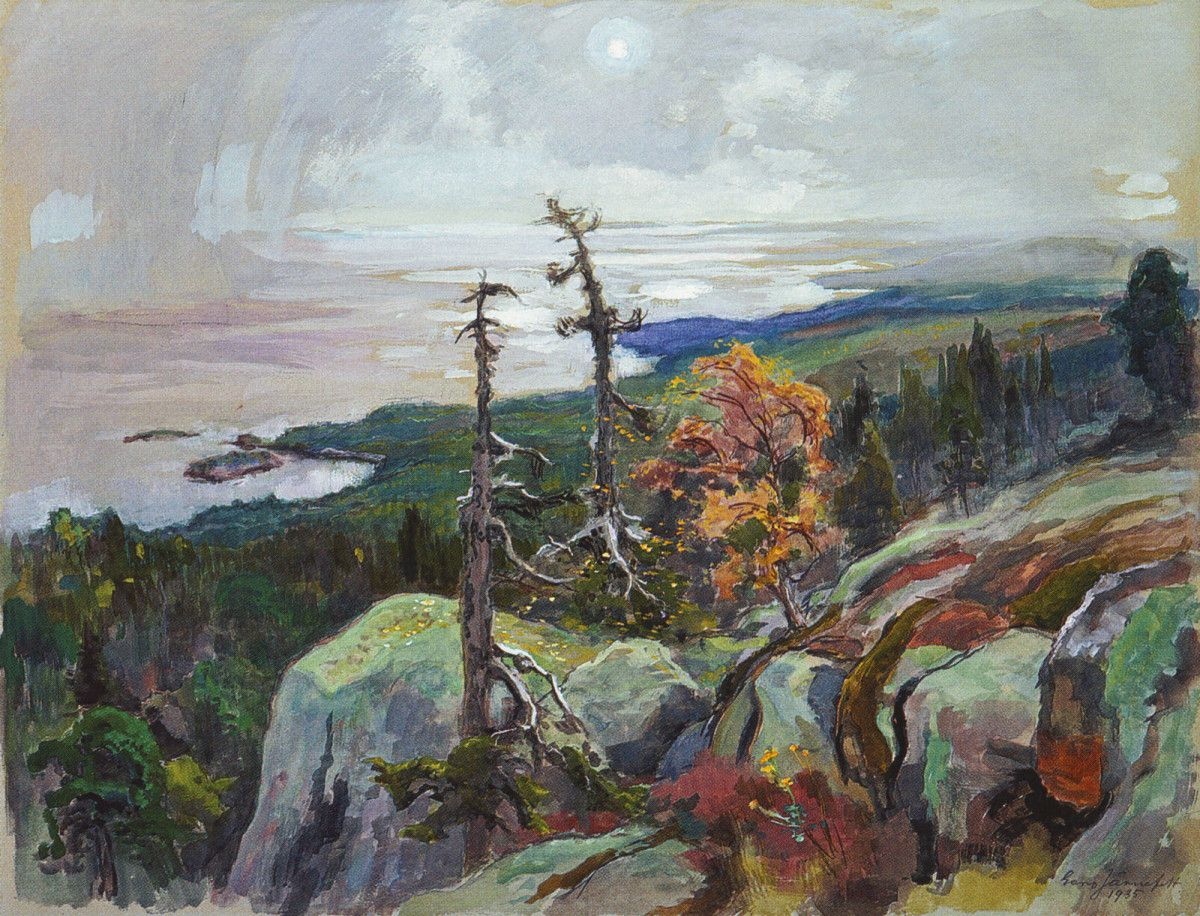
科利景观 (1935)
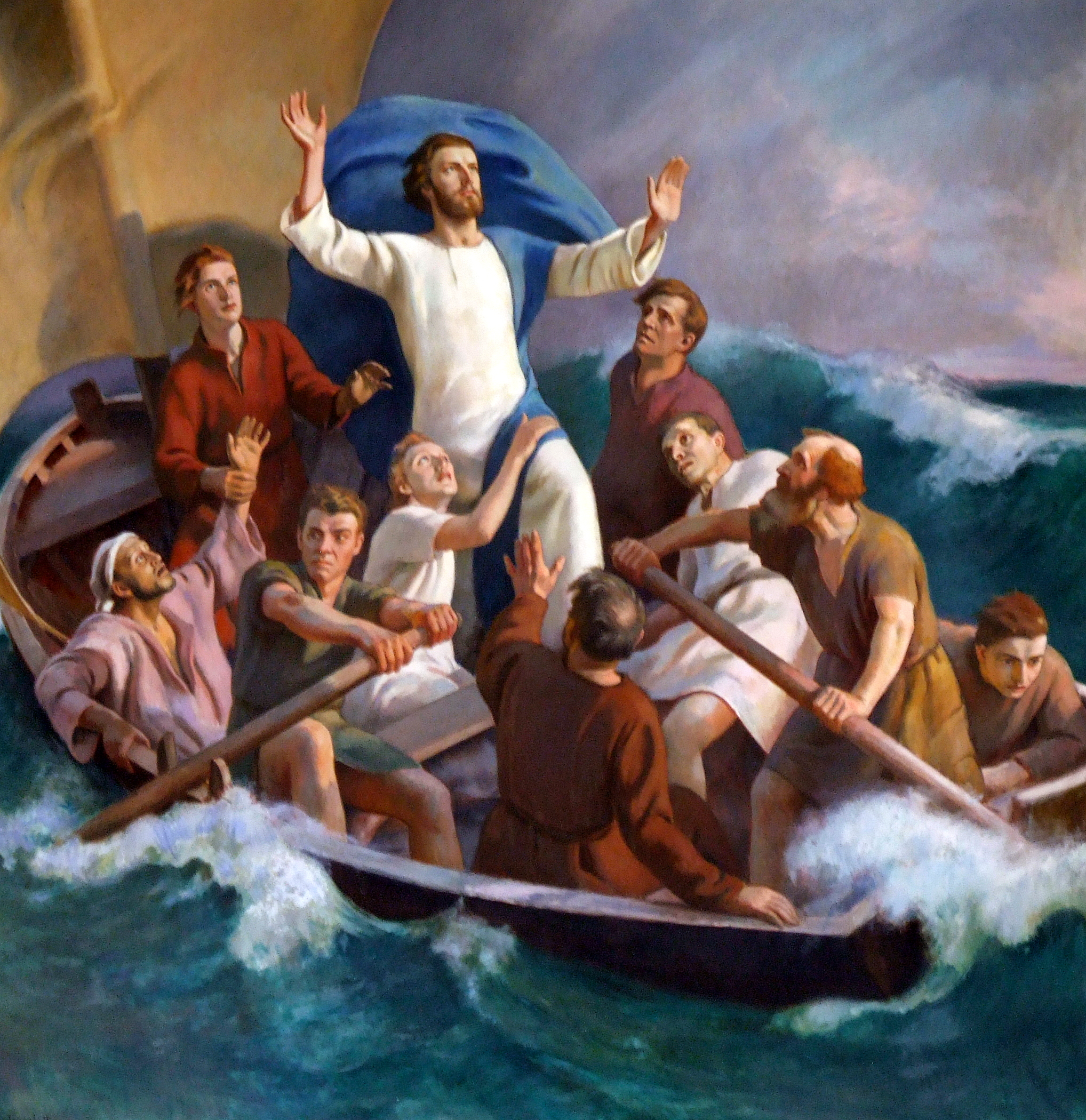
在暴风雨中与耶稣同在 (1926)，拉赫教堂里的祭坛画